# Ermita de la Mare de Déu de Montserrat
L'Ermita de la Mare de Déu de Montserrat és una capella situada a la urbanització el Mirador de Lliçà de Vall, construïda el 1976, per la família Serra. El dilluns corresponent a la Festa de la Primavera la Colla Sardanista "Les Llisses" organitzava una arrossada popular que acabava amb un ball de sardanes. S'hi celebra cada any l'aplec de la Mare de Déu de Montserrat.
La façana de l'església té la forma d'una gran creu de pedra. Aquesta creu dona una forma peculiar a l'entrada. La planta és d'una sola nau. Té vitralls que permeten l'entrada de llum i a l'interior i la fan més vistosa, des de l'exterior.